# Нидервиса
Нидервиса (њем. Niederwiesa) општина је у њемачкој савезној држави Саксонија. Једно је од 61 општинског средишта округа Средња Саксонија. Према процјени из 2010. у општини је живјело 5.139 становника. Посједује регионалну шифру (AGS) 14522420.

## Географски и демографски подаци
Нидервиса се налази у савезној држави Саксонија у округу Средња Саксонија. Општина се налази на надморској висини од 300 метара. Површина општине износи 16,4 km². У самом мјесту је, према процјени из 2010. године, живјело 5.139 становника. Просјечна густина становништва износи 314 становника/km².